# Lac Saint Andrews
Pour les articles homonymes, voir Saint Andrews.
Le lac Saint Andrews (en anglais : Saint Andrews Lake) est un lac américain dans le comté de Pierce, dans l'État de Washington. Il est situé à 1 792 mètres d'altitude au sein de la Mount Rainier Wilderness, dans le parc national du mont Rainier.